# Randy Brooks
Randy Brooks (* 15. März 1919 in Sanford, Maine; † 21. März 1967 ebenda) war ein US-amerikanischer Jazz-Trompeter und Leader einer Swing-Bigband.
Randy Brooks begann im Alter von acht Jahren mit dem Trompetenspiel, um mit seinen Eltern für die Heilsarmee zu spielen. Mit zwölf Jahren gewann er einen Wettbewerb für Nachwuchstrompeter, mit vierzehn tourte er bereits mit Rudy Vallée. Nach dem Highschool-Abschluss 1937 zog er nach New York City, um als Musiker zu arbeiten. Er  spielte bei Claude Thornhill, Bob Allen, Art Jarrett und Les Brown, bevor er 1944 seine eigene Band gründete. Der Komponist John Benson Brooks (mit dem er nicht verwandt ist) trug Arrangements für das Ensemble bei; zu den Hauptsolisten gehörten der Vibraphonist Shorty Allen und der Saxophonist Eddie Kane. 1946 spielte auch der junge Stan Getz in dem Orchester. Hiterfolge waren Titel wie „Tenderly“, „Harlem Nocturne“ und „The Man With the Horn“ für Decca Records; 1947 wurde das Orchester im Down Beat als eines der besten landesweit herausgestellt. Der Erfolg der Band ließ jedoch bald – mit dem Ende der großen Swingbands – nach. Brooks heiratete 1949 eine andere Bandleaderin, Ina Ray Hutton und zog mit ihr nach Los Angeles, wo er 1950 einen Schlaganfall erlitt, was seine musikalische Karriere beendete. Er starb 1967 bei einem Hausbrand in Maine, wo er mit seiner Mutter gelebt hatte.